# Pfleggericht Mattsee

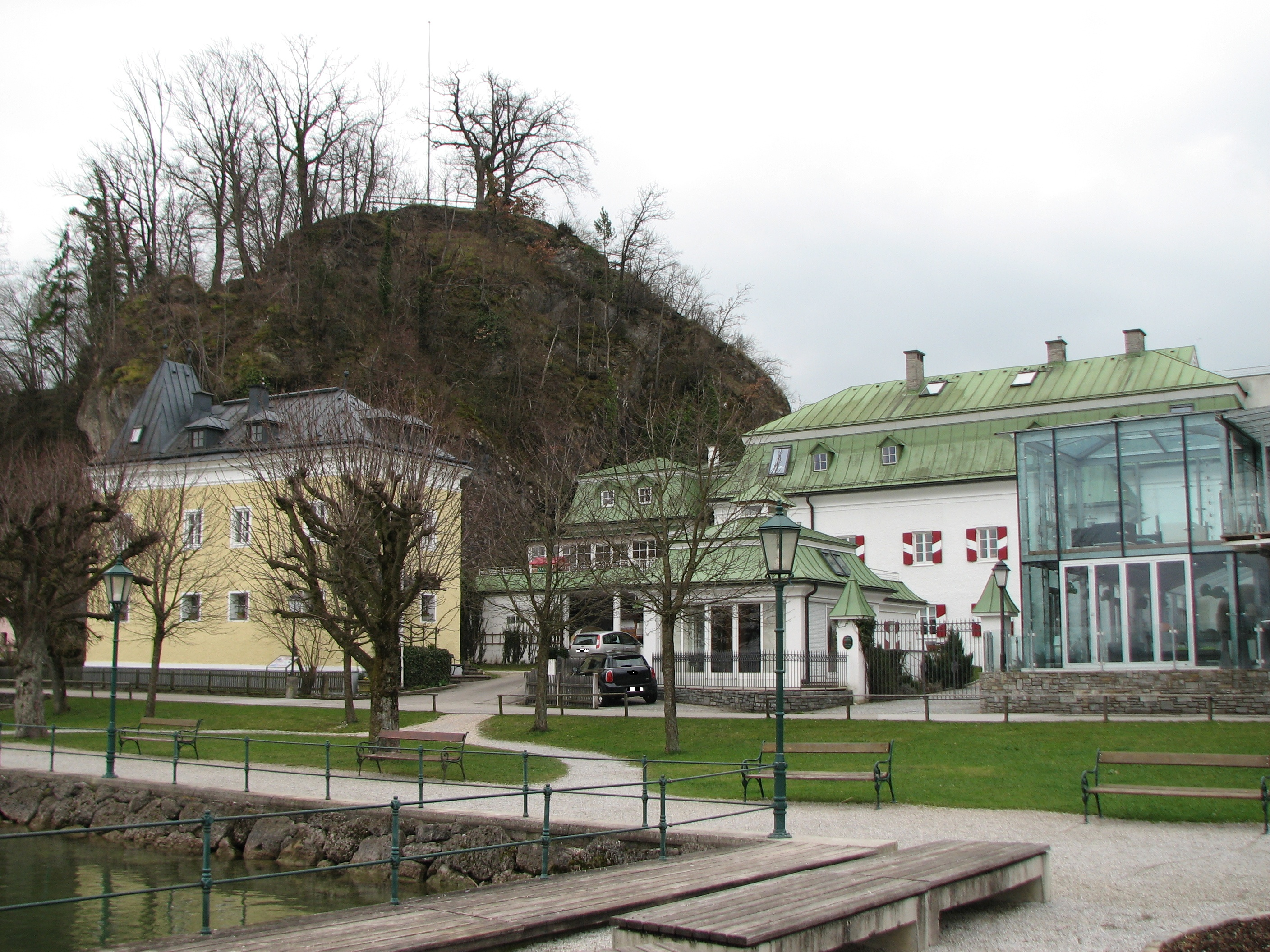
Ehemaliges Pfleggericht Mattsee

Das Pfleggericht Mattsee liegt in der Gemeinde Mattsee im Bezirk Salzburg-Umgebung des Landes Salzburg (Schloßbergweg 7).

## Geschichte
In der Mattseer Gegend wurde von Herzog Tassilo II. das Kloster Mattsee errichtet. Dieses wurde Anfang des 10. Jahrhunderts vom Kaiser an die Herzöge von Bayern geschenkt. Im 11. Jahrhundert kam es an das Hochstift Passau, hatte aber immer durch Übergriffe von bayerischer Seite zu leiden. Deshalb beschloss der Bischof von Passau dieses aus seiner Sicht entlegene Kloster an das Erzstift Salzburg zu verpfänden und 1398 an das Erzstift zu verkaufen. Die Herrschaft Mattsee umfasste dabei nach verschiedenen Änderungen die Ämter Mattsee, Lochen, Schleedorf, Obertrum, Seeham und Berndorf. Allerdings waren die Rechts- und Besitzverhältnisse schwierig, da einige der Gebiete zwischen bayerischer und salzburgischer Herrschaft aufgeteilt blieben und auch die Gerichtsrechte aufgeteilt waren (auch die sogenannte Halsgerichtsbarkeit stand den Bayern zu). Selbst nachdem 1779 das Innviertel durch den Friede von Teschen zu Österreich gekommen war, blieben noch Kompetenzschwierigkeiten bestehen. Auf alle Fälle sind ab 1546 in Mattsee Pfleger bis zur ersten Auflösung des Pfleggerichts von 1809 nachzuweisen.
Der Pfleger stand an der Spitze des Pflegamtes, ihm war ein Landrichter nachgeordnet. Wie im HRR üblich war die Trennung der Rechtsprechung von der Verwaltung nicht umgesetzt. Die Ämter waren sowohl erstinstanzliche Gerichte als auch Verwaltungs-, Polizei- und Steuerbehörden.
Die Napoleonischen Kriege und die zeitweise Zuordnung des Landes Salzburg zu Bayern brachte die Auflösung des Pfleggerichts Mattsee und die Versteigerung der Staatsgüter mit sich. 1811 erwarb der Gerichtsschreiber Ignaz Rieder die Gerichtsschreiberei, verpflichtete sich aber 1819 (Salzburg war damals bereits habsburgisch geworden), das Gebäude zur Wiedererrichtung eines eigenen Pfleggerichts Mattsee zur Verfügung zu stellen. So wurde denn auch von kaiserlicher Seite in diesem Jahr die Wiedererrichtung des Pfleggerichts bewilligt. Das Pfleg- und Landgericht Mattsee war dann bis 1850 eines der Salzburger Pfleggerichte, wurde in der Folge in ein Bezirksamt und später in das Bezirksgericht Mattsee übergeführt; letzteres wurde Ende 1923 aufgelöst.

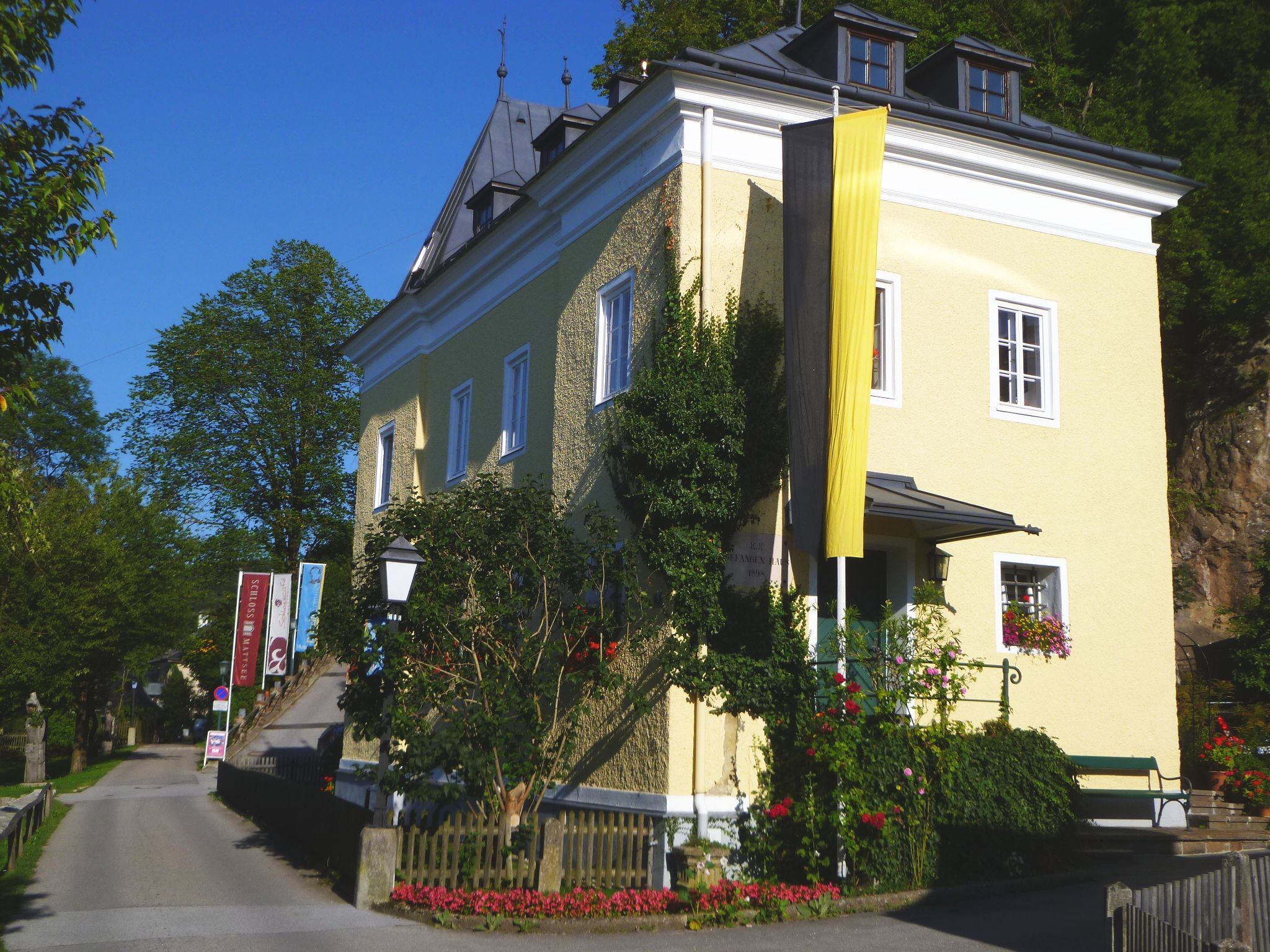
Pfleggerichtsgebäude Mattsee

## Architektur
Das Haus liegt auf einer schmalen Landzunge zwischen einem Gasthaus und dem Burgberg eingezwängt. Hier wurde 1686 zuerst das sogenannte Gerichtsschreiberstöckl unter Leitung des Hofbaumeisters Bärtlmä Opstal erbaut. 1768 wurde mit dem Bau des Pfleggerichtsgebäudes unter Fürsterzbischof Sigismund von Schrattenbach begonnen, der hier für sich einen Sommersitz einrichten wollte; 1770 war das Haus bis zur neu Mansardischen Dachung fertig. Die prunkvolle Ausstattung führte zu scharfer Kritik des Nachfolgers Erzbischof Hieronymus Colloredo, deswegen wurde auch das geplante Portal mit den Insignien seines Vorgängers nicht mehr angefertigt.
Nach der endgültigen Aufhebung des Gerichts in Mattsee wurde hier der Gendarmerieposten Mattsee untergebracht. 1987 wurde eine durchgreifende Sanierung vorgenommen. Dabei wurden die Stuckdecken von Benedikt Zöpf (um 1770) im Stil des Rokoko im Obergeschoß restauriert. Der Hauptraum im ersten Obergeschoß besitzt intarsierte Flügeltüren mit einer geschwungenen Sturzausführung. Im Dachgeschoß ist der alte geschmückte Dachstuhl erhalten geblieben. Im Dachraum befindet sich auch ein Stiegenabschluss in Form eines reichgeschmückten Holzgeländers und gebauchten Säulchenbalustern.